# كلاوديو كولديبيلا
كلاوديو كولديبيلا (بالإيطالية: Claudio Coldebella) مواليد 25 يونيو 1968 في إيطاليا، هو لاعب كرة سلة إيطالي سابق بدأ مسيرته الاحترافية في سنة 1984. اعتزل اللعب في 2006.

## فرق لعب لها
- فيرتوس بالاكانسترو بولونيا
- أولمبيا ميلانو

## الميداليات
| الميدالية | المسابقة                         |
| --------- | -------------------------------- |
| فضية      | بطولة أمم أوروبا لكرة السلة 1997 |

## روابط خارجية
- كلاوديو كولديبيلا على موقع الاتحاد الدولي لكرة السلة (الإنجليزية)
- كلاوديو كولديبيلا على موقع كرة السلة الأوروبية.كوم (الإنجليزية)
- كلاوديو كولديبيلا على موقع ريلجم (الإنجليزية)
- كلاوديو كولديبيلا على موقع بروبوليرز (الإنجليزية)
- كلاوديو كولديبيلا على موقع سبورتس رفرنس (الإنجليزية)